# Miejskie wibracje
Miejskie wibracje – album hip-hopowego zespołu Familia H.P. wydany przez wytwórnię Blend Records 18 listopada 2002 roku.

## Lista utworów
Na podstawie materiału źródłowego.
1. „Intro / Kolejny krok” – 4:08
2. „To jest ten styl” – 4:10
3. „Pod naciskiem” (gościnnie: Ekonom) – 4:47
4. „A kiedy miasto zasypia” – 3:52
5. „Milion interesów” – 3:44
6. „Moja definicja” – 4:59
7. „Na przeciw” (gościnnie: O.S.T.R.) – 3:55
8. „Miejskie wibracje” (gościnnie: Nova) – 4:01
9. „Dwa oblicza”  – 4:58
10. „Tutaj” (gościnnie: Tymon) – 4:27
11. „Czekałem” – 4:10
12. „Zimowa opowieść, letnia historia” – 3:15
13. „Nie ma utraconych chwil” (gościnnie: Nova) – 4:12
14. „S.U.P.E.R.” – 3:57
15. „To ma tym tętnić (beatbox: Zorak, gościnnie: Enter, Turi) – 4:33
16. bez tytułu – 4:29
17. „A kiedy miasto zasypia (Remix)” – 10:21